# Amparo do Serra
Amparo do Serra este un oraș din unitatea federativă Minas Gerais, Brazilia.